# Heliconius eratosignis
Heliconius eratosignis är en fjärilsart som beskrevs av James John Joicey och Talbot 1925. Heliconius eratosignis ingår i släktet Heliconius och familjen praktfjärilar. Inga underarter finns listade i Catalogue of Life.